# Арунделский собор
Арунделский собор, полное название — Собор Пресвятой Девы Марии и Святого Филиппа Говарда (англ. The Cathedral Church of Our Lady and St Philip Howard) — католический собор епархии Арундела и Брайтона. Находится в городе Арундел, Западный Суссекс, Англия. Включён в список культурного наследия I* степени и считается одним из лучших образцов архитектуры французской неоготики в стране.

## История
Расположение, строительство, дизайн и посвящение собора во многом обязано роду Говардов — герцогам Норфолк и графам Арундел — которые являются самым известным английским католическим домом и занимают первое место (после королевской семьи) в пэрстве Англии. Прямые предки Говардов владели замком Арундел с 1102 года: сначала род д’Обиньи, с 1243 года — род Фиц-Аланов, а с 1580 года — непосредственно Говарды.
В 1664 году католическое богослужение было запрещено в Англии Законом о монастырях, и все церкви и соборы в Англии были переданы протестантам. После принятия Билля об эмансипации католиков в 1829 году строительство католических приходов снова стало законным.
В 1868 году Генри Фицалан-Говард, 15-й герцог Норфолк, заказал архитектору Джозефу Хэнсому проект новой католической церкви в дополнение к замку Арундел. Архитектурный стиль собора — французская готика, который был бы популярен в XIV веке, когда Говарды достигли известности в Англии.
Первоначально церковь была посвящена святой Марии и святому Филиппу Нери, но в 1971 году, после канонизации Филиппа Говарда, 1-го (20-го) графа Арундела, и перезахоронения его мощей в соборе, храм заново освятили в честь святой Марии и святого Филиппа Говарда.
С 2002 года органистом и музыкальным директором собора является Элизабет Стратфорд. В соборе снимались некоторые концерты церковного хора мальчиков Libera в 2007—2019 годах.